# ARA Bouchard (D-26)
El ARA Bouchard (D-26) fue un destructor de la clase Allen M. Sumner botado originalmente como USS Borie (DD-704) para la Armada de los Estados Unidos. Fue incorporado por la Armada Argentina en 1972, y tomó su nombre de Hipólito Bouchard, marino que realizó campañas navales para la Argentina entre 1817-1819. Estuvo en servicio hasta ser irradiado en 1985. Fue relevado por los nuevos destructores misilísticos de la clase Almirante Brown (MEKO 360).

## Construcción y características
El USS Borie fue construido por el Federal Shipbuilding and Drydock Company, que puso en gradas al casco el 29 de febrero de 1944 seguido de la botadura el 4 de julio del mismo año. El nuevo destructor fue incorporado por la Armada de los Estados Unidos el 21 de septiembre de 1944.
El Borie desplazaba 2200 toneladas con carga estándar y hasta 3320 t a plena carga. Tenía una eslora de 114,8 metros, una manga de 12,5 m y una calado de 5,8 m.

## Historia de servicio

### Estados Unidos
El USS Borie (DD-704) fue uno de los 58 destructores de la Clase Allen M. Sumner construido para la Armada de los Estados Unidos. Fue el segundo buque cuyo nombre tomó de Adolph E. Borie, secretario de la Marina del presidente Ulysses S. Grant.
Fue construido en Federal Shipbuilding and Drydock Company Nueva York, que inició su construcción el 29 de febrero de 1944, siendo botado el 4 de junio de 1944. Fue comisionado el 21 de septiembre de 1944.
Durante la Segunda Guerra Mundial, el 24 de enero de 1945, se incorporó a la campaña de Filipinas, operando en Iwo Jima y Okinawa.
El 9 de agosto de ese año sufrió un ataque kamikaze que impactó en la superestructura, entre el director de tiro y el mástil, provocándose un intenso incendio en el que murieron 48 hombres y se registraron 66 heridos. Se reparó a partir del 10 de septiembre en dique seco, en California.
El 6 de septiembre de 1950 se incorporó a la guerra de Corea.
Desde julio a diciembre de 1956, participó de la evacuación de ciudadanos estadounidenses y miembros de la ONU de Haifa, de la Franja de Gaza y de Egipto.
Fue entregado a la Armada Argentina el 1.º de julio de 1972, pasando a integrar la Flota de Mar.

### Argentina

#### Guerra de las Malvinas
El 29 de marzo de 1982, a las 06:20 se destacó al Teatro de Operaciones del Atlántico Sur, para colaborar en la recuperación de las islas Malvinas, patrullando el 1.º de abril un área al norte de las islas.
El 3 de abril inició el regreso a la Base Naval Puerto Belgrano, tomando puerto el día 7. 
El 16 de abril al mediodía zarpó junto a los destructores Py y Piedrabuena con rumbo sur, formando parte del Grupo de Tareas 79.2 con los destructores ARA Hércules, ARA Py, ARA Piedrabuena y ARA Seguí formando parte de la Fuerza de Tareas 79.
Para el 24 de abril, se produjo un cambio en la formación del GT 79.2 al que se le sumó el destructor ARA Santísima Trinidad, mientras que el ARA Bouchard y el ARA Piedrabuena fueron transferidos al GT 79.3, junto con el buque tanque YPF Campo Durán y pasaron a operar al sur de las islas con el crucero ligero ARA General Belgrano.
El 27 de abril, por averías en máquinas, se tomó Puerto Deseado para reparaciones.
El 28 de abril y con las reparaciones básicas realizadas, se zarpó desde Puerto Deseado, produciéndose la incorporación al GT 79.3 a las 22:30 del día 29 en la bahía San Antonio.
Siendo las 04:10 del 2 de mayo, se adoptó rumbo oeste.
A las 16:05, se sintió un fuerte golpe sobre la banda de babor (probablemente el tercer torpedo lanzado por el submarino HMS Conqueror), a la altura de máquinas de proa, haciendo vibrar al buque.
El sonar en activo (ecodetección) quedó fuera de servicio luego del golpe.
El comandante del Piedrabuena consideró no conveniente acercarse al Belgrano, decisión compartida por el comandante del Bouchard, alejándose ambos buques a máxima velocidad, hasta 20 millas del Belgrano.
A las 17:15 se regresó al lugar donde fue torpedeado el Belgrano sin comunicaciones por radio y habiendo perdido contacto radar a las 16 millas.
A las 18:10 los destructores adoptaron rumbo noroeste.
En la investigación del golpe mencionado, se detectó un fuerte olor a pólvora, no originado por explosión alguna en el depósito de municiones propio. No hubo averías mayores, salvo dos rajaduras menores en el casco, que provocaron ingreso de agua de mar. Fue solucionado con cajonadas de cemento fulminante y bombas de achique.
A las 19:00 se invirtió el rumbo, colocándose proa a la última posición conocida del crucero. Luego de una exhaustiva búsqueda con todos los medios disponibles y sin resultado positivo, se ordenó rumbo en alejamiento hasta la 01:50 del 3 de mayo, momento en el cual se navegó hacia el campo de balsas para realizar el rescate de náufragos.
A las 14:10 comenzó el rescate de náufragos, complicado por fuertes vientos de 36 nudos del oeste y noroeste y olas de siete metros. Se rescataron 64 náufragos en total.
El rescate se dio por concluido el 4 de mayo a las 12:00, pero se solicitó autorización para continuar buscando posibles balsas que hubieran podido derivar más que las del campo ya auxiliado.
El buque se destacó con rumbo sudeste, ampliando la búsqueda hasta las 16:00 en la que se puso rumbo a Ushuaia, por el sur del área barrida para ampliarla, arribándose a puerto el 5 de mayo a las 13:35. No se encontró ninguna balsa. En total se rescataron 770 náufragos de una dotación de 1093 personas.
El 16 de mayo a las 10:42 el Bouchard fondeó frente a Río Grande, a 2 millas de la costa, a las 16:30 el jefe de Armas Submarinas y otro oficial, sintieron en la popa del buque, una emisión sonar discontinua. A las 17:10 este hecho se repitió, lográndose además una escucha hidrofónica. A las 19:05, el radarista observó un pequeño eco intermitente, que luego de muy pocos minutos, se convirtieron en tres ecos nítidos que se desplazaban con rumbo 340º y 18 nudos de velocidad, pasando a 2000 yardas aproximadamente del buque. De inmediato, se llamó a combate, detectándose, a 19:18 un rumor hidrofónico al Azimut 070º, con los ecos radar a 4000 yardas de distancia.
A las 19:25 se abrió fuego con la batería principal, disparándose dos salvas de dos cañones y luego otra con uno solo. Los ecos se abrieron en alejamiento y cuando el buque zarpó, realizó una búsqueda dentro de la niebla, sin resultado positivo.
El 18 de mayo a las 04:08 un operador radar detectó un eco confirmándose como un contacto aire, posiblemente un helicóptero  en vuelo en inmediaciones de la costa.. Informado el contacto al Destructor ARA Piedrabuena, fondeado en sus proximidades y a la Base Aeronaval Río Grande, se confirmó que no había aeronaves propias en vuelo  y se puso en alerta máxima a todas las unidades argentinas en zona. A las 04:46 el supuesto helicóptero descendió en proximidades de la estancia "La Sara" (lat. 53 26 S  y lon 68 11.5 W). Poco minutos después la aeronave, volvió a elevarse y ser detectada, adoptando un rumbo hacia la frontera con Chile. El contacto se perdió a las 05:02.
En ambos casos estos ecos serían unidades que transportaban comandos británicos  SBS y SAS de la Operación Mikado / Operación Plum Duff , que fue frustrada por el ARA Bouchard y otras unidades de la Armada Argentina presentes en la zona. Con éstas acciones se frustró la acción británica de incursionar efectivamente sobre el territorio continental argentino y destruir las aeronaves Super Etendard y sus misiles Exocet AM 39, el sistema de armas más temido por la Task Force, que operaban desde la citada base aeronaval argentina. 
El 29 de junio, se zarpó de Ushuaia a las 04:40, arribándose a la Base Naval de Puerto Belgrano el 2 de julio a las 10:07.

## Comandantes
El buque, a lo largo de su carrera operativa en la Armada Argentina, ha tenido a los siguientes comandantes:
| Desde                   | Hasta                   | Grado              | Nombre                 |
| ----------------------- | ----------------------- | ------------------ | ---------------------- |
| 1 de julio de 1972      | 7 de febrero de 1973    | Capitán de fragata | Guido E. Degano        |
| 7 de febrero de 1973    | 7 de marzo de l973      | Capitán de corbeta | Marcos S. Lovato       |
| 7 de marzo de 1973      | 4 de febrero de 1975    | Capitán de fragata | Edgardo Aroldo Otero   |
| 4 de febrero de 1975    | 3 de febrero de 1976    | Capitán de fragata | Eduardo Morris Girling |
| 3 de febrero de 1976    | 31 de enero de 1977     | Capitán de fragata | Horacio Zaratiegui     |
| 31 de enero de 1977     | 11 de enero de 1978     | Capitán de fragata | Osvaldo Roberto Cúneo  |
| 11 de enero de 1978     | 9 de febrero de 1979    | Capitán de fragata | Ernesto F. Diamante    |
| 5 de febrero de 1979    | 7 de febrero de 1980    | Capitán de fragata | Emilio Osses           |
| 7 de febrero de 1980    | 30 de diciembre de 1980 | Capitán de fragata | Miguel Osear Catolino  |
| 30 de diciembre de 1980 | 10 de diciembre de 1981 | Capitán de fragata | César Augusto Pellegri |
| 10 de diciembre de 1981 | 6 de diciembre de 1982  | Capitán de fragata | Washington Barcena     |
| 6 de diciembre de 1982  | 6 de marzo de 1984      | Capitán de fragata | Mario Dante Barilli    |